# Dragan Čović

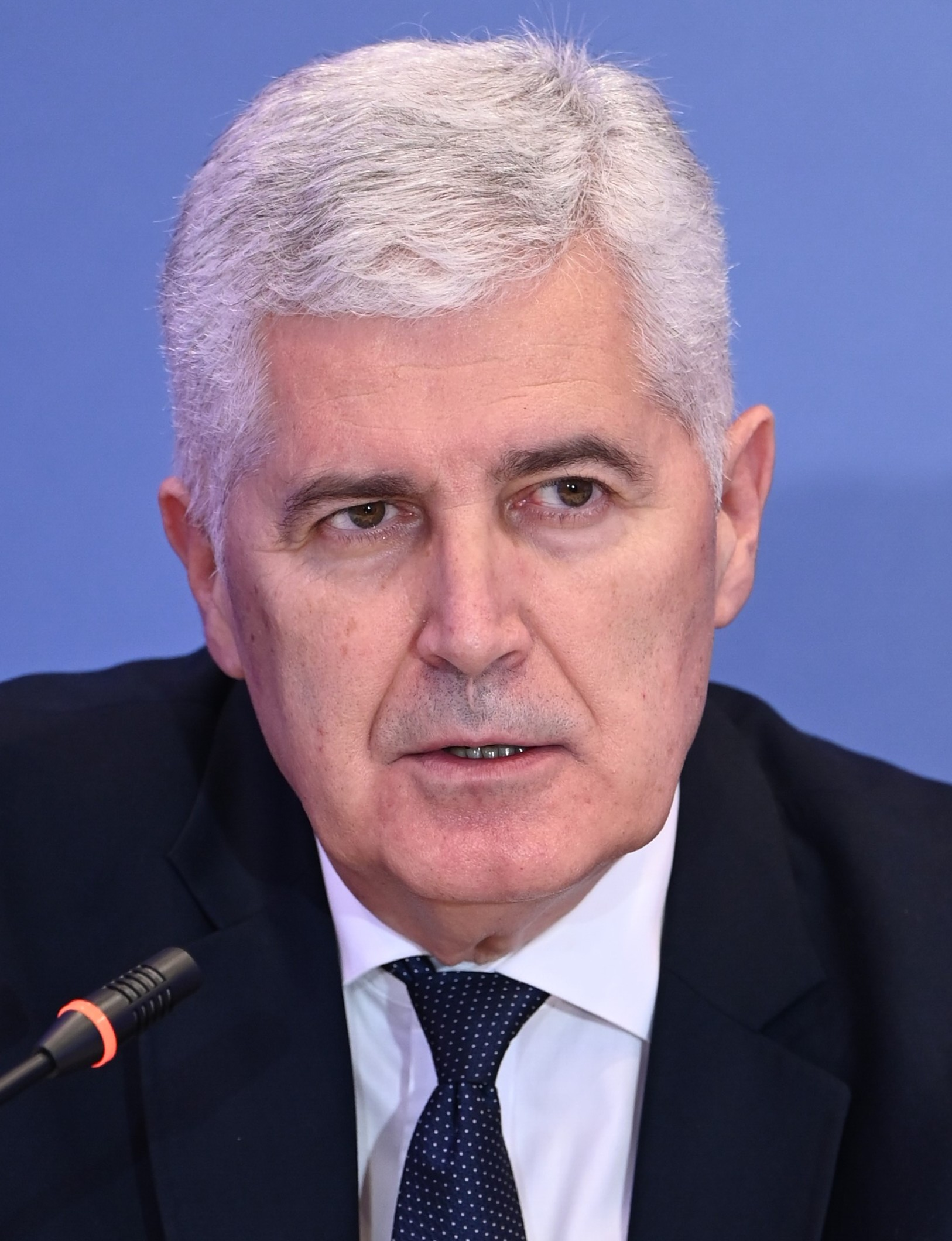
Dragan Čović (2025)

Dragan Čović (* 20. August 1956 in Mostar, Jugoslawien) ist ein Politiker der Kroaten in Bosnien und Herzegowina.

## Biographie
Dragan Čović wurde als Kind der Eltern Mara und Franjo geboren. In Mostar wohnt er mit seiner Frau Bernadica. Mit dieser hat er zwei Töchter, Sanja und Daniela. Er diplomierte im Jahr 1979, magistrierte 1989 an der Fakultät des Maschinenbaus in Mostar und doktorierte 1996 an der Universität Mostar.
Nach seinem Studium der Ingenieurwissenschaften an den Universitäten Mostar und Sarajevo arbeitete er beim jugoslawischen Flugzeughersteller SOKO und war von 1992 bis 1998 dessen Generaldirektor.
Von 1998 bis 2001 war er Vizepremier und Finanzminister der Föderation Bosnien und Herzegowina. 2002 wurde er als kroatischer Vertreter in das Staatspräsidiums von Bosnien und Herzegowina gewählt. Dort übernahm er vom 2. bis 10. April 2003 und vom 27. Juni 2003 bis 28. Februar 2004 jeweils den Vorsitz im Staatspräsidium.
2005 wurde er erneut turnusmäßig für acht Monate als Vorsitzender des Staatspräsidiums gewählt, jedoch am 29. Mai 2005 aus dem Präsidium ausgeschlossen wegen Vorwürfen des Missbrauches seiner Position. Seit 2005 ist er Vorsitzender der Partei Kroatische Demokratische Union in Bosnien und Herzegowina, der er seit 1994 angehört. 2014 wurde er erneut als kroatisches Mitglied in das Staatspräsidium von Bosnien und Herzegowina gewählt. Vom 17. Juli 2015 bis 17. März 2016 und 17. Juli 2017 bis 17. März 2018 war er wieder turnusmäßig Vorsitzender des Staatspräsidiums. Während seiner Zeit als Vorsitzender des Staatspräsidiums hat Dragan Čović am 15. Februar 2016 den Antrag Bosnien-Herzegowinas zum Beitritt in die Europäische Union eingereicht. Anschließend hat der Rat der Europäischen Union beschlossen, das Beitrittsverfahren nach Artikel 49 des Vertrags über die Europäische Union einzuleiten.
Bei den Wahlen 2018 unterlag er seinem Rivalen Željko Komšić.